# Valle e Ghiacciaio dei Forni - Val Cedec - Gran Zebrù - Cevedale
Valle e Ghiacciaio dei Forni - Val Cedec - Gran Zebrù - Cevedale este o arie protejată (arie specială de conservare — SAC, sit de importanță comunitară — SCI) din Italia întinsă pe o suprafață de 6.157 ha, integral pe uscat.

## Localizare
Centrul sitului Valle e Ghiacciaio dei Forni - Val Cedec - Gran Zebrù - Cevedale este situat la coordonatele 46°25′12″N 10°33′23″E / 46.42°N 10.556389°E.

## Înființare
Situl Valle e Ghiacciaio dei Forni - Val Cedec - Gran Zebrù - Cevedale a fost declarat sit de importanță comunitară în iunie 1995 pentru a proteja 41 de specii de animale. Situl a fost protejat și ca arie specială de conservare în iunie 2017.

## Biodiversitate
Situată în ecoregiunea alpină, aria protejată conține 17 habitate naturale: Pajiști alpine și boreale, Păduri alpine de Larix decidua și/sau Pinus cembra, Grohotișuri calcaroase și de șisturi calcaroase de la nivelul montan până la nivelul alpin (Thlaspietea rotundifolii), Ape stătătoare oligotrofe până la mezotrofe, cu vegetație de Littorelletea uniflorae și/sau de Isoëto-Nanojuncetea, Pante stâncoase calcaroase cu vegetație casmofită, Liziere de ierburi înalte hidrofile de câmpie și de nivel montan până la alpin, Râuri de munte și vegetația lor lemnoasă cu Salix elaeagnos, Roci stâncoase cu vegetație pionieră de Sedo-Scleranthion sau Sedo albi-Veronicion dillenii, Pajiști boreale și alpine pe substrat silicios, Formațiuni ierboase bogate în specii de Nardus, dezvoltate pe substraturi silicioase în zone montane (și în zone submontane, în Europa continentală), Râuri de munte și vegetația erbacee de pe malurile acestora, Ghețari permanenți, Mlaștini turboase de tranziție și turbării mișcătoare, Tufărișuri subarctice cu Salix spp., Pante stâncoase silicioase cu vegetație casmofită, Grohotișuri silicioase de la nivelul montan până la nivelul zăpezii (Androsacetalia alpinae și Galeopsietalia ladani), Fânețe montane.
La baza desemnării sitului se află mai multe specii protejate:
- păsări (40): uliu păsărar (Accipiter nisus), ciocârlie-de-câmp (Alauda arvensis), potârnichea de stâncă (Alectoris graeca saxatilis), fâsă de luncă (Anthus pratensis), fâsă de pădure (Anthus trivialis), acvilă de munte (Aquila chrysaetos), egretă mare (Ardea alba), buha (Bubo bubo), Carduelis citrinella, cojoaica de pădure (Certhia familiaris), barză neagră (Ciconia nigra), șerpar (Circaetus gallicus), erete de stuf (Circus aeruginosus), porumbel gulerat (Columba palumbus), cioară neagră (Corvus corone), ciocănitoare neagră (Dryocopus martius), Eudromias morinellus, șoim călător (Falco peregrinus), vânturel roșu (Falco tinnunculus), ciuvică (Glaucidium passerinum), zăgan (Gypaetus barbatus), Lagopus muta helvetica, Lyrurus tetrix tetrix, gaia neagră (Milvus migrans), cinghiță alpină (Montifringilla nivalis), viespar (Pernis apivorus), cormoran mare (Phalacrocorax carbo), pitulice de munte (Phylloscopus collybita), ciocănitoare de munte (Picoides tridactylus), ciocănitoarea verde (Picus viridis), brumăriță de pădure (Prunella modularis), Ptyonoprogne rupestris, țiclete (Sitta europaea), silvie-mică (Sylvia curruca), Tachymarptis melba, fluturașul de stâncă (Tichodroma muraria), sturz-cântător (Turdus philomelos), sturz (Turdus pilaris), mierlă gulerată (Turdus torquatus), sturzul de vâsc (Turdus viscivorus)
- mamifere (1): urs brun (Ursus arctos)

Pe lângă speciile protejate, pe teritoriul sitului au mai fost identificate 30 de specii de plante, 18 specii de păsări, 2 specii de amfibieni, 10 specii de mamifere, 18 specii de nevertebrate, 3 specii de reptile.